# Tetecolala
Tetecolala es una localidad del estado mexicano de Morelos. Es parte del municipio de Tepoztlán.

## Toponimia
El nombre «Tetecolala» proviene de los términos en náhuatl: tetecol, plural de tecolli, carbón; tlan, lugar de abundancia. Su significado es «Lugar donde abunda el carbón».

## Demografía
| Censo | Población |
| ----- | --------- |
| 2000  | 420       |
| 2010  | 1449      |
| 2020  | 3578      |